# Ilha do Eixo

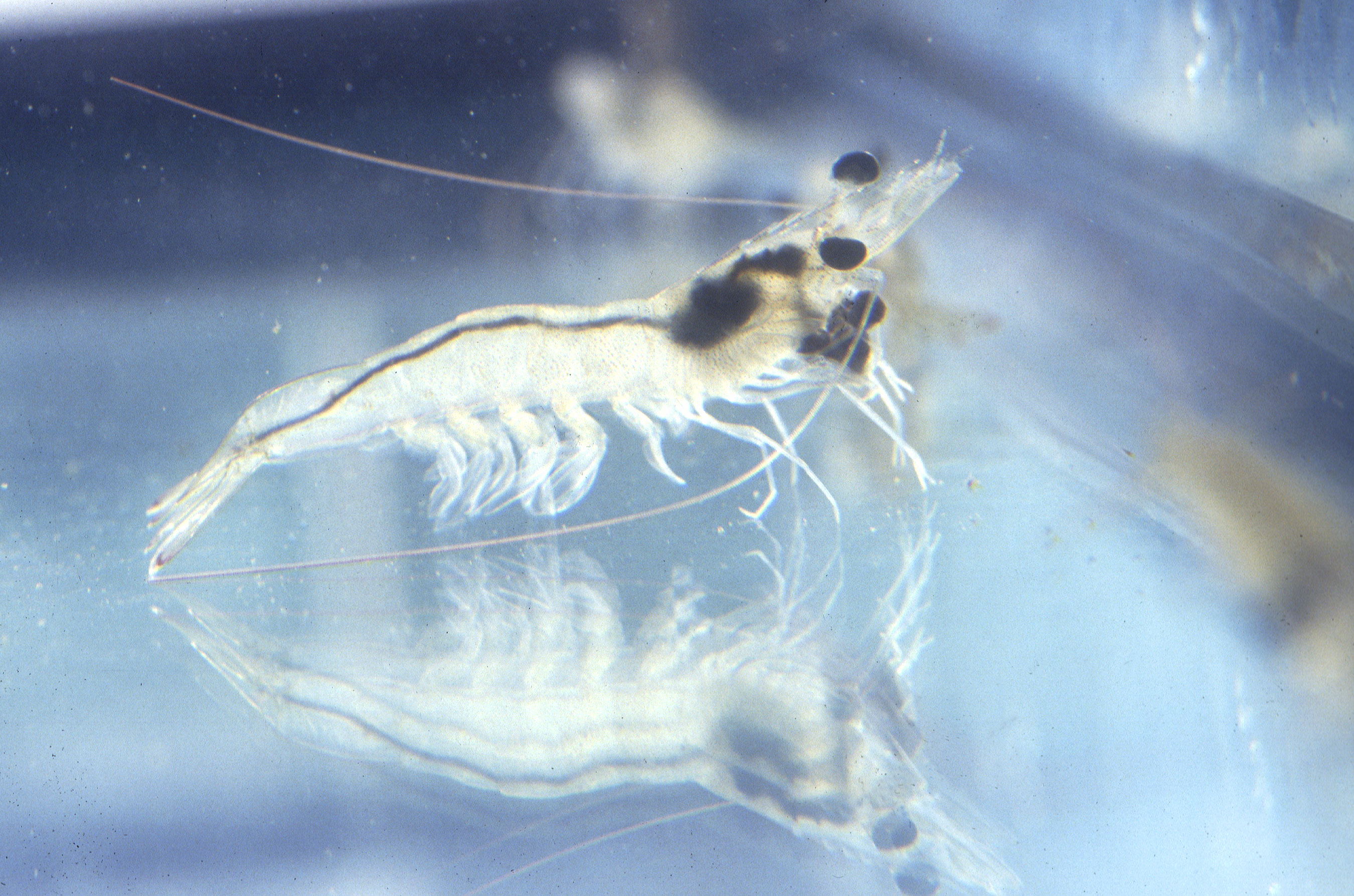
Considerável parcela dos manguezais da ilha foi transformada em viveiros para o cultivo comercial do camarão-de-patas-brancas. Na foto, um espécime ainda jovem.

A Ilha do Eixo é uma ilha brasileira situada no estuário do rio Paraíba do Norte que pertence ao município de Bayeux, Paraíba. Com superfície de aproximadamente 2,4km² (240 hectares), Eixo tem o solo composto de pedra calcária, semelhantemente à vizinha Tiriri. A ilha apresenta canais navegáveis, vegetação exuberante e acesso rápido à capital do estado, João Pessoa, da qual se situa a poucos quilômetros.

## Etimologia
Pouco se sabe da origem do atual nome «Eixo». O que se sabe é que em textos e mapas mais antigos a ilha é citada como «ilha Marques» (ou «do Marques»), «Félix Belo» ou ainda «Félix de Belli», sendo as duas últimas denominações aportuguesamentos do nome de um de seus antigos donos, o agente consular italiano Felice de Belli, por muitos anos proprietário da ilha e responsável pela implantação da primeira salina da Paraíba, que, a partir desta ilha, abastecia toda a capital no início do século XIX.

## História

### Ocupação humana
Na época da descoberta da Paraíba, índios potiguaras e tabajaras viviam no litoral paraibano, às margens do rio Paraíba, suas ilhas e seus afluentes, como o rio Sanhauá e o Paroeira, onde se situam atualmente o município de Bayeux e a ilha do Eixo.
Nos fins do século XIX e começo do século XX a ilha pertenceu ao agente consular e empresário italiano Felice de Belli, o qual, aproveitando o alto teor de salinidade da água, ali implantou uma salina e viveiros aquáticos. Posteriormente as salinas passaram por herança para a José Grisi, genro do referido di Belli. Tal informação das salinas se lê no revista da Sociedade Brasileira de Geografia, em 1942:
Para a salga dos peixes existem salinas, a propósito convindo assinalar a obra realizada por Felix de Belli, que a cinco quilômetros da Capital, na ilha do Marques, fundou um tipo de salina cujos reservatórios ocupam vasta superfície.

### Carcinicultura e descaso do Ibama
De propriedade particular, apresenta 32 hectares reservados à exploração — por uma empresa local e de maneira semi-intensiva — de camarão marinho da espécie camarão-de-patas-brancas. Tal empresa, entretanto, compromete-se a implantar o projeto somente na área autorizada pelo IBAMA, não usar espécies exóticas, apresentar anualmente relatório de controle ambiental das áreas a serem recuperadas e monitoradas, bem como observar a faixa de amortecimento de dez metros de recuo do manguezal, normas exigidas pela legislação para que os impactos sejam minimizados.
Ainda em 2001, o professor de direito ambiental na Universidade Estadual da Paraíba e coordenador da ONG Fórum Permanente em Defesa do Manguezal, Gutemberg Cabral, já havia aberto ação popular com pedido de liminar contra o Ibama (Instituto Brasileiro do Meio Ambiente e dos Recursos Naturais Renováveis) sob a alegação de descaso e omissão. O processo se referia à destruição da área de mais de 30 hectares acima mencionada coberta de vegetação de mangue, ocorrida entre fevereiro e março de 2001. Esse desmatamento teria sido patrocinado por um grupo de empresários interessados na construção de viveiros de camarão nas áreas de mangue. Segundo o perpetrante da ação, o instituto foi omisso por não criar um zoneamento ambiental e uma reserva e estação ecológica para a proteção dessa área da ilha. A ação visava cessar de imediato qualquer tipo de atividade nociva ao mangue, identificar os responsáveis pela destruição, estabelecer multa no valor de R$ 8,4 milhões por infração, repor a área degradada e criar uma área de proteção.
O superintendente regional do Ibama à época, José Ernesto Souto Bezerra, que também foi enquadrado como réu na ação, disse que o extinto Instituto Brasileiro de Desenvolvimento Florestal – IBDF (atual Ibama) liberou essa área de mangue para uso e desmatamento desde 1987. Em entrevista à Agência Folha ele chegou a afirmar que a região não seria caracterizada como região de proteção ambiental e que havia ocorrido tinha sido «a retirada de coqueiros que haviam sido plantados lá após essa autorização». Cerca de 70% dos peixes e mariscos comercializados no estado vêm dos manguezais, e Bayeux é o maior centro de coleta na Paraíba.

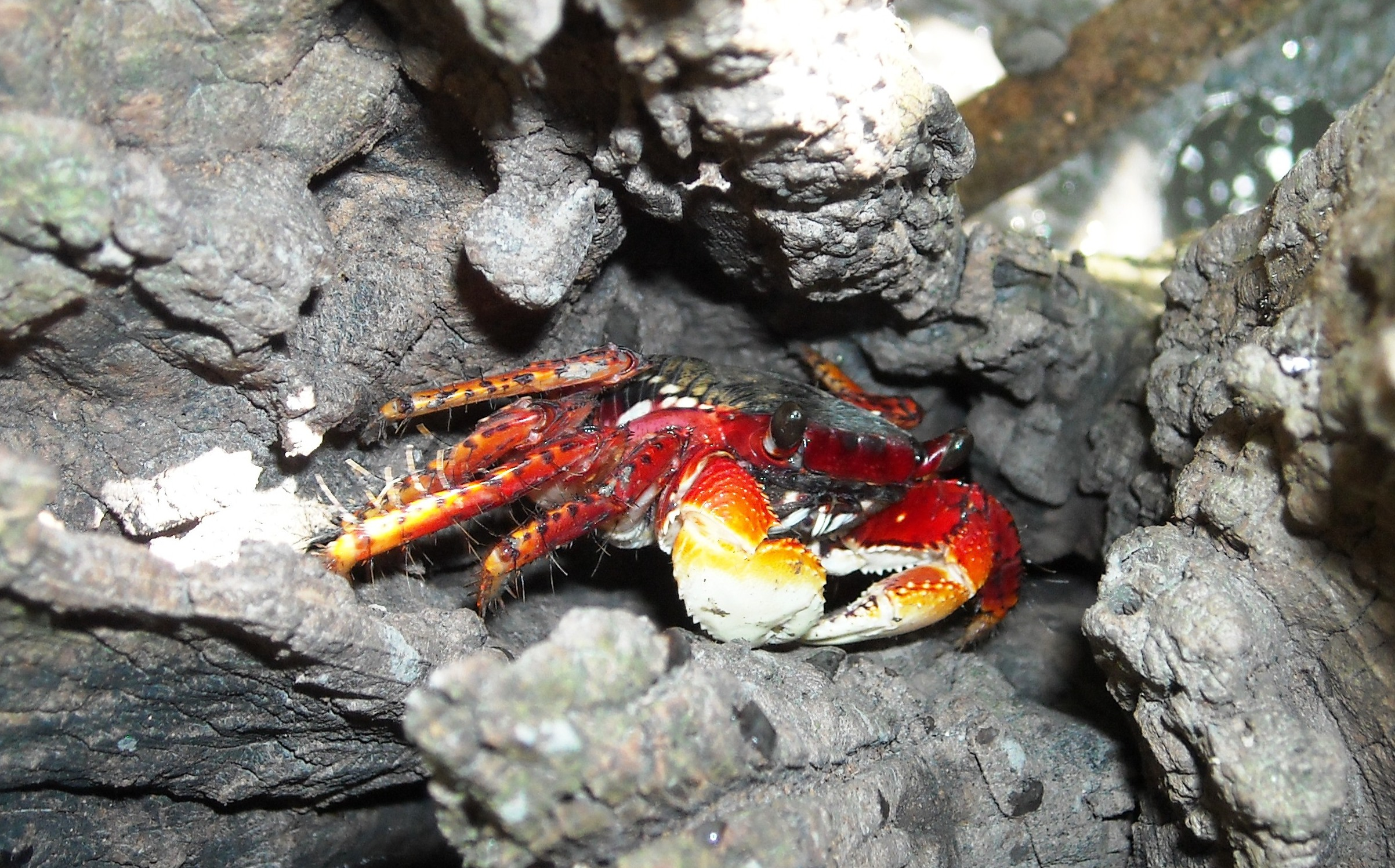
Comercialmente pouco apreciado, o aratu-vermelho é uma espécie de crustáceo comumente encontrada nos arredores da ilha e por todo o estuário do rio Paraíba.

## Características
Eixo é parte de uma complexa rede de canais e ilhas do estuário onde se localiza, e embora esteja parcialmente desmatada apresenta potencial para atividades ecoturísticas, como caminhadas, trilhas, passeios de caiaque e observação da natureza, já que tem meio ambiente rico e ainda relativamente bem preservado, com matas, lagoas e manguezais. Até 2013 nenhuma atividade que visasse o turismo sustentável foi implementada na ilha, diferentemente do que já ocorre na Ilha da Restinga, no mesmo arquipélago, onde tal atividade já vem sendo praticada há alguns anos por uma empresa privada.
A ilha apresenta fauna e flora típicas de regiões de mangues, como siris, aratus, caranguejos, garças, galinhas-d’água, além de várias outras espécies de aves endêmicas e migratórias. Em 2006, um levantamento da avifauna do estuário do rio Paraíba revelou a ocorrência de 89 espécies de aves endêmicas ou migratórias. A flora é predominantemente formada por manguezais e resquícios de Mata Atlântica secundária.